# Ferrante Pallavicino

Stemma dei Pallavicino

Ferrante Pallavicino o Pallavicini (Piacenza, 23 marzo 1615 – Avignone, 5 marzo 1644) è stato uno scrittore italiano.

## Biografia

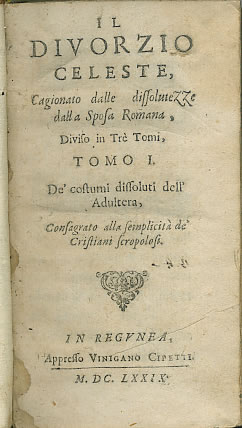
Il divorzio celeste, 1679

Era figlio di Giangirolamo Pallavicino (1570-1628) e di Chiara Cavalca di Parma (?-1646).
Studiò a Milano fra i canonici regolari lateranensi. Dopo un soggiorno a Padova, verso la fine del 1635 si trasferì a Venezia, dove frequentò l'Accademia degli Incogniti, una delle celebri accademie del XVII secolo fondata da Giovanni Francesco Loredano.
Pallavicino, che fu definito flagello dei Barberini, pubblicò libri degli argomenti più disparati: da temi sacri a novelle di genere decisamente audaci. Tra i vari titoli I successi del mondo dell'anno (1636), Le bellezze dell'anima (1640), Retorica delle puttane, la Rete di Vulcano.
Nel 1640 fu in Germania come cappellano del generale Ottavio Piccolomini, duca di Amalfi. Ritornato a Venezia, fu incarcerato per il suo libro Il corriero svaligiato, che colpiva la chiesa e in particolar modo i gesuiti. Venne poi liberato, dopo qualche mese, senza subire processi.
Continuò il genere satirico con La baccinata ovverro batterella per le Api Barberine e il Dialogo tra due gentiluomini Acanzi (1642), che traggono il soggetto dalla guerra per il Ducato di Castro tra il papa Urbano VIII, appartenente alla famiglia dei Barberini, e Odoardo Farnese, duca di Parma e Piacenza. I Barberini, tramite il nunzio a Venezia Francesco Vitelli, organizzarono un agguato in Francia, riuscendo a catturarlo nel 1643 nelle vicinanze di Avignone, allora dominio pontificio. Fu accusato di avere scritto libelli contro il pontefice e condannato alla decapitazione. La condanna venne eseguita ad Avignone il 5 marzo 1644.
Gli è talvolta attribuito anche lo scritto polemico Il divorzio celeste cagionato dalle dissolutezze della Sposa romana, pubblicato anonimo nel 1643, che fu tradotto in francese ed ebbe una larga eco nei paesi protestanti.
I posteri tuttavia non sono stati così generosi: secondo Sergio Bertelli Pallavicino è un «autore di romanzacci più o meno osé, come Le turbolenze delle vestali, a proposito di certi amori di monache d'un convento di Baiano, nei dintorni di Napoli, o la trilogia delle avventure del nobile Glisomiro.»